# Virsec
Virsec (en francès Vissec) és un municipi francès situat al departament del Gard i a la regió d'Occitània.